# Bonner Kunstverein
Der Bonner Kunstverein ist ein gemeinnütziger und eingetragener Verein mit Sitz in Bonn, der sich der Präsentation und Vermittlung zeitgenössischer Kunst widmet. Er wurde am 24. Mai 1963 gegründet und verfügt über eine Ausstellungshalle, eine Artothek sowie ein Atelierhaus. Der Bonner Kunstverein ist Mitglied der Arbeitsgemeinschaft deutscher Kunstvereine.

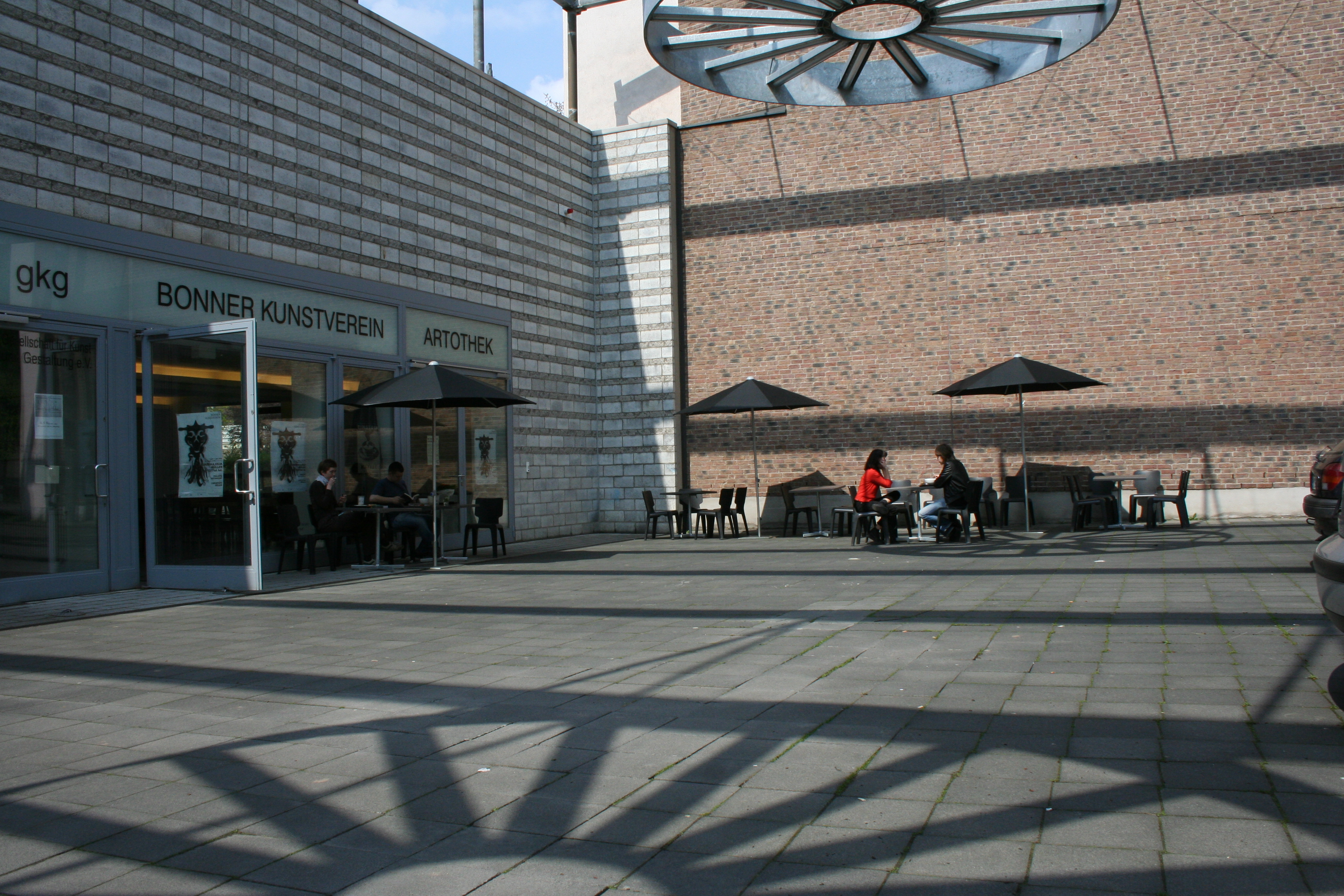
Außenansicht Bonner Kunstverein, April 2009

 Der Kunstverein hat 2024 rund 1.000 Mitglieder.

## Geschichte
Der Bonner Kunstverein wurde am 24. Mai 1963 von einer Bonner Künstlergruppe sowie kunstinteressierten Bürgern als „Kunstverein für den Stadt- und Landkreis Bonn und für den Siegkreis“ in der Godesberger Galerie Schütze gegründet. Zu den Gründern gehörten u. a. die Künstler Paul Magar, Gerhard Neumann und Ernemann Sander, sowie die späteren Vorsitzenden Dorothea von Stetten und Thankmar Freiherr von Münchhausen. Ziel des Kunstvereins war es, den „vielen Zugezogenen in Bonn die junge Kunst nahezubringen“ sowie eine Plattform für Bonner Künstler zu bieten, um sie mit Kunstinteressierten in Kontakt zu bringen. Unter dem Gründungsvorsitzenden des Bonner Kunstvereins, dem Journalisten von Münchhausen, wurden Ausstellungen der Klassischen Moderne und der jungen Kunst in wechselnden Ausstellungen präsentiert.
Unter der Leitung des Direktors des Bonner Landesmuseums Harald von Petrikovits als Vorsitzendem des Bonner Kunstvereins konnte der Verein ab 1967 regelmäßig die Räumlichkeiten des Rheinischen Landesmuseums für seine Ausstellungen nutzen. Unter Dorothea von Stetten wurden die Ausstellungen des Kunstvereins internationaler und programmatischer: „Wir sind der Meinung, dass der Kunstverein sich mit dem Kunstbegriff in seiner ganzen Breite beschäftigen muss, dass er mit und neben den klassischen Medien und Ausdrucksformen seine Mitglieder mit den ungewöhnlichen, den neuartigen, vielleicht auch andersartigen Kunstformen konfrontieren soll […] Er soll an die Grenzen der Kunst vorstoßen, wobei sich sehr wohl herausstellen kann, dass sich diese Grenzen verschieben und die von ihnen umschlossenen Gebiete ausweiten lassen“. So entstanden beispielsweise Einzelausstellungen mit Anselm Kiefer sowie der Artist Placement Group, eine Ausstellung zu „Kunst als soziale Strategie“ oder ein Streitgespräch zwischen Joseph Beuys und John Latham zu ihren sozial-künstlerischen Ansätzen.
Im Jahr 1978 verhalf die Stadt Bonn dem Kunstverein zu seinem ersten eigenen Domizil im „Kleinen Königshof“, wo unter Margarethe Jochimsen unter anderem die Arbeiten einiger „vergessener“ Künstlerinnen wie Jeanne Mammen (1981), Grethe Jürgens (1982), Gerta Overbeck (1982) und Lea Grundig (1984) präsentiert wurden. Im Jahr 1985 konnte die Peter-Mertes Weinkellerei dazu gewonnen werden, einmal pro Jahr die Vergabe von zwei Stipendien zur Förderung junger Künstler im Rheinland zu ermöglichen. Seither werden für die Stipendiaten am Ende des Stipendienzyklus Einzelausstellungen im Kunstverein ausgerichtet, begleitet von einer Publikation.
Im Dezember 1986 konnte der Bonner Kunstverein in die von Haus-Rucker-Co (heute: Ortner & Ortner Baukunst) zur Ausstellungshalle umgestalteten Blumenhalle im Norden der Bonner Altstadt umziehen. Hier wurde auf Initiative von Dorothe Optiz-Hoffmann, Leiterin des Kunstpädagogischen Arbeitskreises und 2. Vorsitzende des Kunstvereins, eine neu gegründete Artothek mit vorerst 44 Kunstwerken zum Ausleihen in den Räumlichkeiten des Kunstvereins untergebracht. Unter Annelie Pohlen, als erster hauptamtlicher Direktorin des Kunstvereins, wurden in ihrer 18-jährigen Leitungstätigkeit über 200 Ausstellungen realisiert, darunter Einzel- und Themenausstellungen zu Fragen nach aktuellen, gesellschaftlichen Entwicklungen, die dem Bonner Kunstverein internationale Anerkennung einbrachten. Unter der Leitung von Christina Végh wurde unter dem Zuwirken des Vorstandsvorsitzenden Hans Hansen der Aktivitätsradius des Kunstvereins ab 2004 um die Trägerschaft des Bonner Atelierhauses erweitert. Während der Umbauphase (2006–2012) verlagerte Christina Végh die Ausstellungen des Bonner Kunstvereins mit „Terrain Vague. Wheely“ mit einer Reihe von Außenprojekten in den Bonner Stadtraum. Von 2015 bis 2019 war Michelle Cotton Direktorin des Bonner Kunstvereins. Unter ihrer Leitung fanden erste Einzelausstellungen von namhaften, internationalen Künstlern in Deutschland statt. Die Ausstellung „The Policeman's Beard is Half Constructed – Kunst im Zeitalter Künstlicher Intelligenz“ (2017) war mit über 100 Leihgaben von 36 Künstlern die umfangreichste Ausstellung seit 30 Jahren im Kunstverein.
Für die Ausstellung „David Medalla: Parables of Friendship“ hat der Bonner Kunstverein im Jahr 2021 die Auszeichnung „Besondere Ausstellung“ von der deutschen Sektion des internationalen Kunstkritikerverband AICA verliehen bekommen. Im Jahr 2022 wurde er mit dem ADKV-Art Cologne Preis für Kunstvereine ausgezeichnet.

## Gebäude
Seit 1986 hat der Bonner Kunstverein seinen Sitz in einem 800 m² großen Teil der ehemaligen Blumenhalle. Die Blumenhalle am August-Macke Platz wurde damals zur gemeinsamen Nutzung mit der Gesellschaft für Kunst und Gestaltung und dem Künstlerforum Bonn durch das Architekturbüro Haus-Rucker-Co (heute: Ortner & Ortner Baukunst) zur Ausstellungshalle umgestaltet. Frei aufstellbare Wandelemente ermöglichten einen variablen Grundriss und trugen der Kritik an festgefügten Strukturen der Gesellschaft auf architektonische Weise Rechnung. Die verzinkten Stahlträger am August-Macke-Platz formulierten „ein ironisch gebrochenes Tempelmotiv als Eingang zur Stätte der Kunst“.
Die im Dezember 2006 erfolgte Sanierung durch die Architekten Marie-Céline Schäfer und Karsten Weber wurde 2010 mit dem Preis Bund Deutscher Architekten e. V. (BDA) ausgezeichnet. Sie wurde durch die Ausstellung und Benefizauktion „Der Kunst ihre Räume“ der damaligen Direktorin Christina Végh ermöglicht, welche einen finanziellen Grundstock einbrachte und u. a. durch städtische Mittel ergänzt wurde.

## Artothek
Die Artothek wurde 1987 auf Initiative des damaligen Vorstandsmitglieds Dorothee Opitz-Hoffmann gegründet und in die Räumlichkeiten des Bonner Kunstvereins als erweiterte Form der Vermittlung zeitgenössischer Kunst integriert. Mit ihren auf über 1500 Werke angewachsenen Leihbeständen zählt die Artothek zu den größten Artotheken Deutschlands. Ein großer Teil der Werke wurde u. a. in den Jahren 1992 und 1994 von der Sparkasse Köln-Bonn als Dauerleihgabe in die Bestände der Artothek aufgenommen.

## Atelierhaus
Das Atelierhaus in der Dorotheenstraße 99 gehört seit 2004 zum Bonner Kunstverein und bietet sieben städtisch geförderte Atelierräume für Künstler mit Wohnsitz im Bonner Raum. Freie Atelierräume werden regelmäßig ausgeschrieben, die Auswahl der Künstler obliegt einer Jury.

## Leitung (Direktoren)
- Margarethe Jochimsen (1978–1986)
- Annelie Pohlen (1986–2004)
- Christina Végh (2005–2015)
- Michelle Cotton (2015–2019)
- Fatima Hellberg (seit 2019)